# Bączal Górny
Bączal Górny est une localité polonaise de la gmina de Skołyszyn, située dans le powiat de Jasło en voïvodie des Basses-Carpates.